# 夏尔巴人
（藏語：ཤར་པ），或音譯為謝爾巴人，是一支散居在尼泊尔、中国、印度和不丹等国边境喜玛拉雅山脉两侧的民族。

## 分布
据尼泊尔2001年人口普查统计，尼泊尔境内有15万余人夏尔巴人，占全国人口0.68%。
中国西藏境内有约1000到5000人夏尔巴人，主要生活在定结县陈塘镇、定结县绒辖乡、聂拉木县樟木镇等地，属于中国的未识别民族。

## 族源
夏爾巴人的“夏尔”一詞源自語單字ཤར（「東方」）和པ （「人民」），即表示“（来自）东方的人”，指的是他們在西藏東部的地理起源。

## 語言
夏尔巴语，但无文字，书面使用藏文。

## 習俗

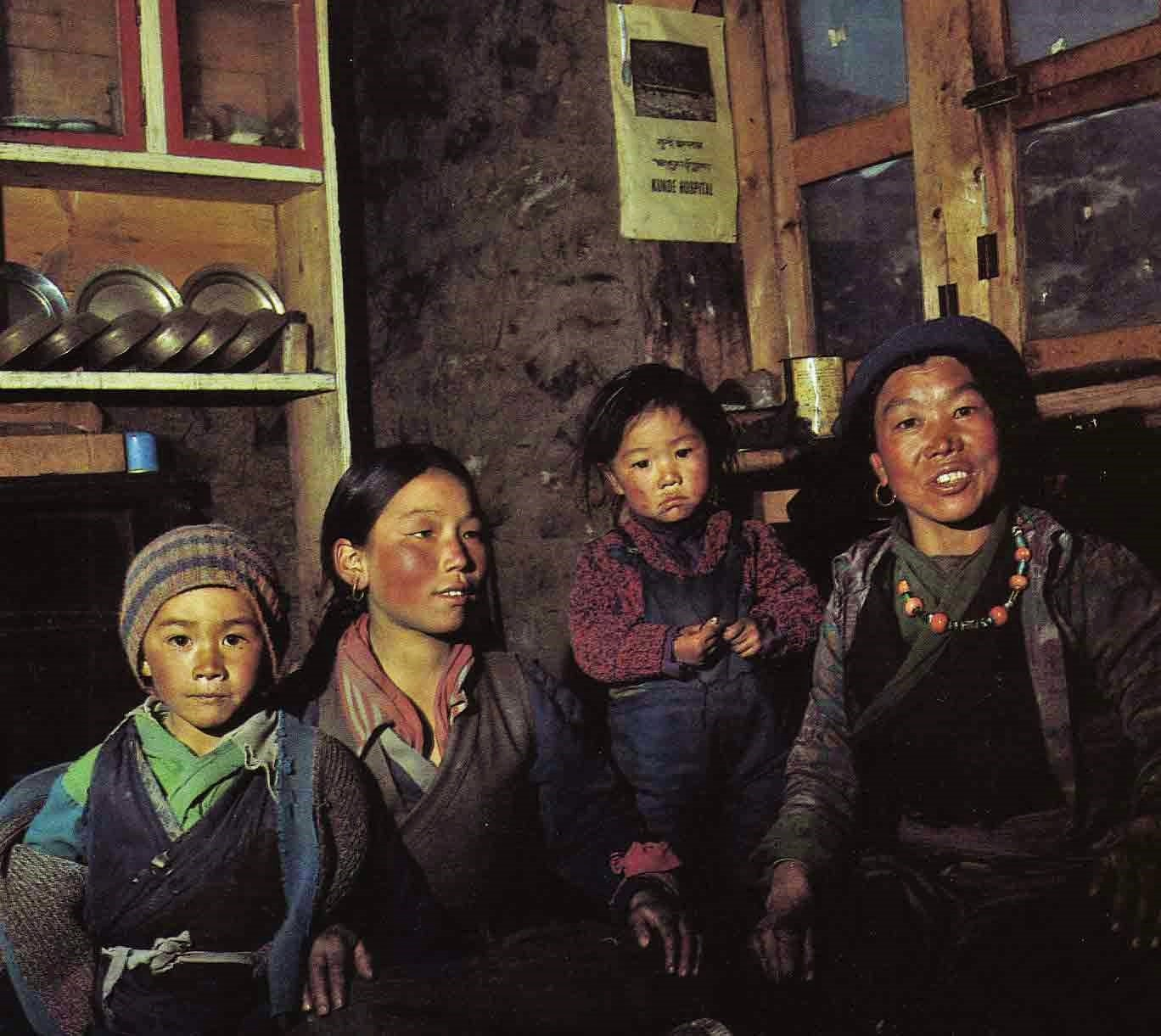
夏尔巴人家庭

夏尔巴人有姓无氏，同姓不婚，一般也不与外族通婚。宗教信仰为藏传佛教，以萨迦派和噶举派为主，保留有较多的原始信仰。夏尔巴人忌食鱼、狗和小牛，由于受印度教影响，虽不忌牛肉，但从不主动屠宰牛。主食以玉米为主，讲究使用茴香、辣椒等调味料。
夏尔巴人由于常年生活在高山地带，被視為“天生的登山向导”，为各国登山队提供向导和后勤服务已成为夏尔巴人的主要经济来源之一。根據尼泊爾政府規定，一個夏尔巴人每一次服務只能背負20磅，收費125美元左右。但是年輕力壯的夏尔巴人通常會加倍負擔，以獲得更多的收入。